# Le Paradis
För andra betydelser, se Le Paradis (olika betydelser).
Le Paradis är en liten ort i departementet Pas-de-Calais i norra Frankrike.
I Le Paradis förövade tyska SS-soldater den 27 maj 1940 en massaker på nära hundra brittiska soldater.